# Lamar Lundy
Lamar Lundy (* 17. April 1935 in Richmond, Indiana, USA; † 24. Februar 2007 ebenda) war ein US-amerikanischer American-Football-Spieler. Er spielte als Defensive End und als Tight End in der National Football League (NFL) bei den Los Angeles Rams.  

## Spielerlaufbahn

### Collegekarriere
Lamar Lundy besuchte in seinem Geburtsort die High School und spielte dort Football und Basketball. Aufgrund seiner sportlichen Leistungen wurde er in beiden Sportarten zum All-American gewählt. Im Jahr 1953 erhielt er nach seinem Schulabschluss als erster dunkelhäutiger Spieler ein Stipendium an der Purdue University. Für die „Boilermakers“ spielte er gleichfalls sowohl Basketball als auch Football. Die Boilermakers spielten in der Big Ten Conference. Lundy wurde als Basketball- und Footballspieler zum Most Valuable Player (MVP) der Liga gewählt. 

### Profikarriere
Lundy wurde im Jahr 1957 von den Los Angeles Rams in der vierten Runde an 47. Stelle gedraftet. Im selben Jahr wollten ihn auch die St. Louis Hawks verpflichten und zogen ihn in der NBA Draft. Lundy entschloss sich aber zu einer Footballkarriere. Der Trainer  der Rams, Sid Gillman, setzte Lundy in den ersten beiden Spieljahren überwiegend als Tight End in der Offense der Mannschaft ein. In seiner Rookiesaison konnte er drei Touchdownpässe von Quarterback Norm Van Brocklin fangen. Ab dem Spieljahr 1959 wurde Lundy neben Spielern wie Larry Morris oder Les Richter in der Defense des Teams als Defensive End eingesetzt. In den folgenden Jahren konnten die Rams mit Deacon Jones, Merlin Olsen und Rosey Grier weitere Spieler für ihre Abwehr verpflichten. Lundy bildete ab 1963 mit Grier, Olsen und Jones die Defensive Line der Mannschaft. Dieser Mannschaftsteil der Rams war bei den gegnerischen Angriffsformationen äußerst gefürchtet und erhielt den Beinamen „Fearsome Foursome“. 
Unter Trainer George Allen gelang Lundy und den Rams 1967 der Einzug in die Play-offs, wo man aber frühzeitig an den von Vince Lombardi betreuten Green Bay Packers mit 28:7 scheiterte. 1969 erfolgte der zweite Einzug von Lamar Lundy in die Play-offs. Diesmal traf das Team in der ersten Runde auf die Minnesota Vikings, die sich mit 23:20 durchsetzen konnten. Unmittelbar nach dem Spiel beendete Lundy seine Laufbahn. Im Jahr 1970 war er Assistenztrainer bei den San Diego Chargers. Aufgrund einer Krankheit konnte er jedoch seine Trainerlaufbahn nicht weiter verfolgen. Lamar Lundy litt an verschiedenen Krankheiten. Er wurde auf dem Earlham Cemetery in Richmond beigesetzt.

## Ehrungen
Lamar Lundy spielte einmal im Pro Bowl, dem Abschlussspiel der besten Spieler einer Saison. Er wurde einmal zum All-Pro gewählt. Lundy ist Mitglied der Indiana Football Hall of Fame, in der Indiana Basketball Hall of Fame und in der Hall of Fame seines Colleges.